# Prié Blanc

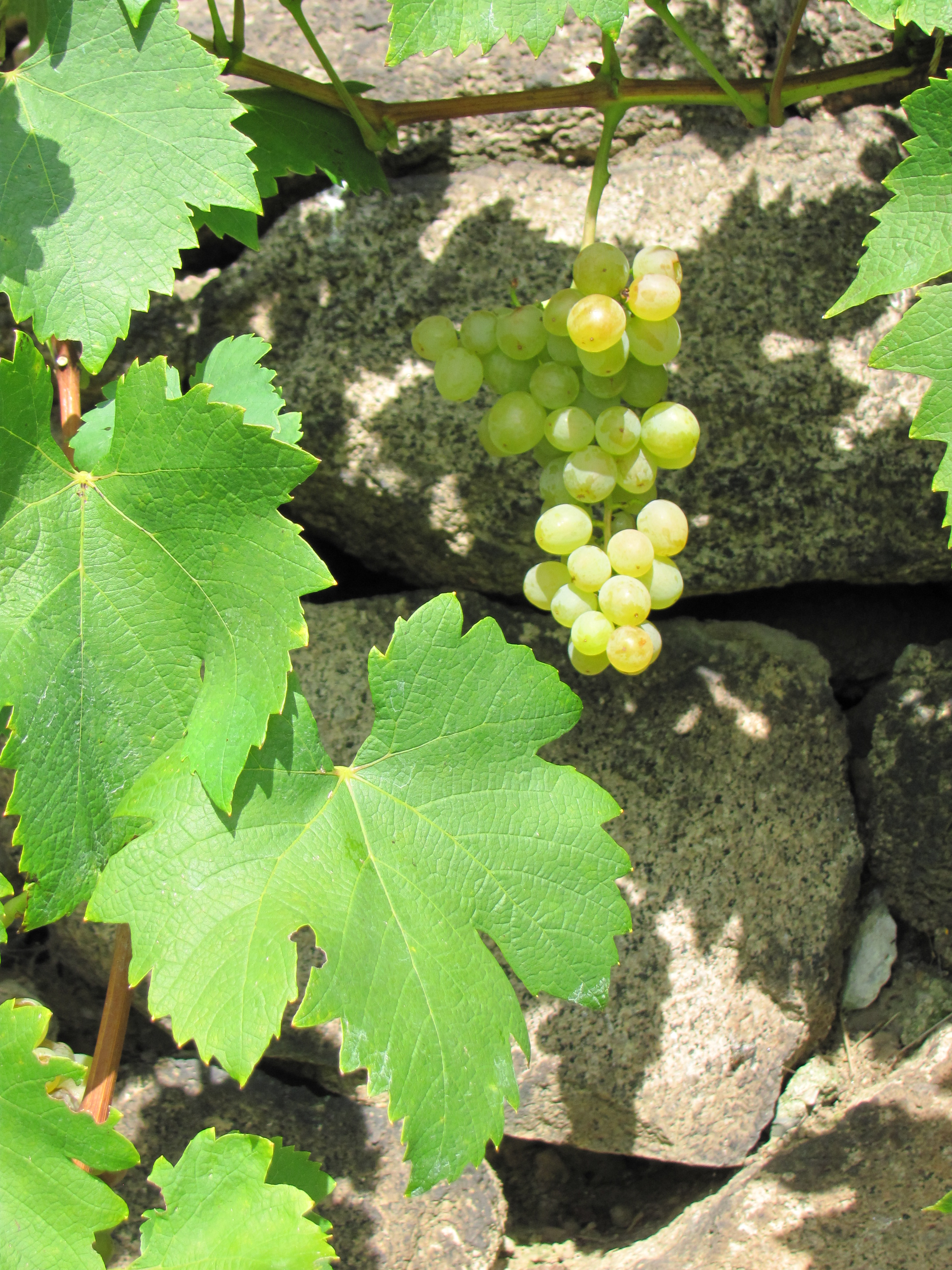
Traube und Blatt des Frühen Leipziger in der Weinlage Radebeuler Goldener Wagen

Der Name Prié Blanc ist ein Synonym für die beiden Weißweinsorten Aglianico und Agostenga. Letztere gilt als autochthone Sorte im alpinen Aostatal in Norditalien. Sie ist identisch mit der von Victor Pulliat (1888) beschriebenen Sorte Agostenga des Piedmont (syn. Précoce vert de Madère). Die Sorte wurde gemäß Andreas Jung auch als Früher Leipziger, Grüne Seidentraube und Kilianer in Assoziation mit Luglienga Bianca (auch Gelbe Seidentraube genannt) in Deutschland (→ Weinbau in Deutschland) angebaut. Rezente Funde stammen aus Radebeul, wo ein geschätzt 250 (350) Jahre alter Rebstock in der Weinlage Radebeuler Goldener Wagen steht, Könnern (Saale), Potsdam und Rüdesheim (Mittelrhein). Beide Sorten gehören zur spätmittelalterlichen Gruppe der Frühen Blanckwelschen, in Sachsen, am Bodensee und im Elsass auch als Frühe Leipziger bekannt. In Franken hießen sie Frühtrauben, bei Heidelberg Seidentrauben, im Tirol Silltrauben und in Österreich Rosinentrauben.
Die Sorte passt sehr gut in Gebiete mit kurzen Vegetationsperioden wie die Hochlagen der Alpentäler oder die Nordgrenze des Weinbaus in Nordeuropa. Historisch ist sie aus der Mark Brandenburg beschrieben, wo sie in Potsdam im Weinberg der preußischen Könige bis heute überlebt hat.
An einer Trockenmauer im Goldenen Wagen, einem Weinberg der Radebeuler Lößnitz in Sachsen, steht der mit einem geschätzten Alter von 250 bis 350 Jahren viertälteste Rebstock der Welt und zweitälteste Hausrebstock Deutschlands. Er wird dort als Frühe(r) Leipziger angesprochen.

## Prié Blanc im Aostatal

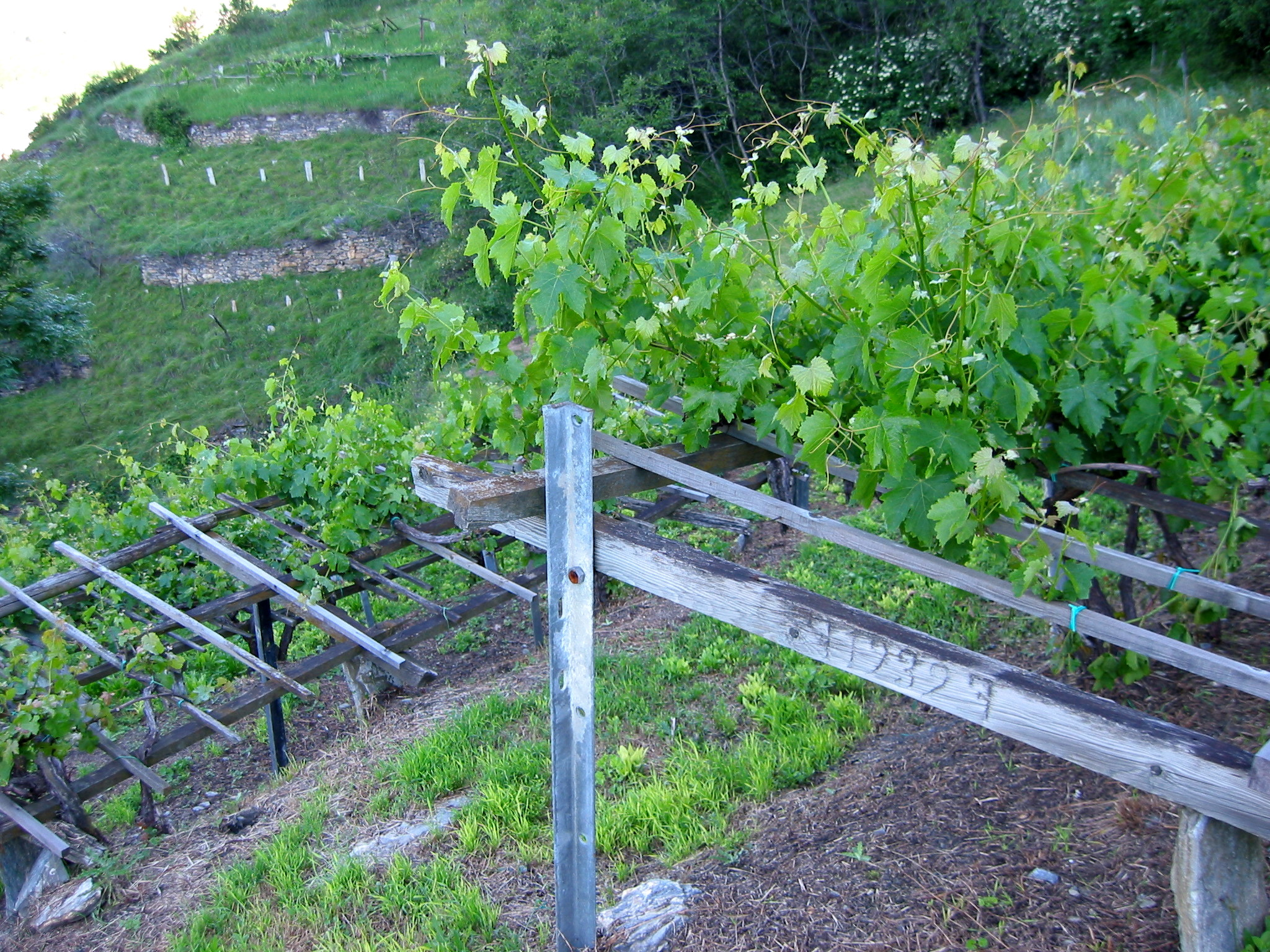
Die auf einer niedrigen Pergola gezogenen Reben der Sorte Prié Blanc im Aostatal.

„Vallée d’Aoste Blanc de Morgex et de La Salle“ ist eine der Unterzonen der Denomination
Die Weinberge bei Morgex und La Salle liegen auf einer Höhe von 900 bis zu 1.200 m über NN. Seit dem Jahr 1970 ist die Sorte in die italienische Sortenliste Catalogo nazionale delle varietà di viti eingetragen. Im Zensus des Jahres 2000 wurde die bestockte Rebfläche mit 39 Hektar angegeben.
Durch kulturelle Auslese wurde eine Rebsorte favorisiert, die sehr spät austreibt und früh reift. Dadurch werden negative Einflüsse durch späte Frühjahrsfröste im April sowie Anfang Mai vermieden und die kurze Vegetationsperiode in der montanen Gebirgsstufe ausgeglichen. Zumeist kann sie noch vor den ersten einsetzenden Schneefällen geerntet werden. Letzte Totalausfälle der Ernte durch Schneefall gab es in den Jahren 1968 und 1981.
Gezogen wird die Prié Blanc auf niedrigen Pergolen. Dadurch ist die Rebe vor heftigen Stürmen besser geschützt und die Beeren sind bodennah und profitieren vom durch die Sonne gewärmten Boden, der die gespeicherte Wärme nachts oder bei kurzen Kälteeinbrüchen langsam abgibt.
Die Rebstöcke sind noch wurzelecht. Die Weine der Prié blanc sind säurebetont und meist leicht schäumend. Sie besitzen eine große Frische. In wärmeren kontinentalen Gebieten wurden die Rosinen als Süßreserve verwendet.
Im Laufe der Zeit haben sich Klone herausgebildet, von denen der Prié Blanc biotipo Blanc de Morgex der geläufigste ist. Die von Calo et al. 2006 aus dem Aosta-Tal beschriebene Sorte Blanc de Morgex ist eine selbständige Rebsorte, die sich von Agostenga durch stark wollige Blätter unterscheidet.

## Herkunft
Prié Blanc stammt von der Rebsorte Lignan Blanc ab. Der zweite Kreuzungspartner ist bislang unbekannt. Bei umfangreichen DNA-Tests stellte man fest, dass die Sorte seit langer Zeit in der spanischen Provinz Ávila unter der Bezeichnung Legiruela kultiviert wurde. Die in der nördlich von Ávila gelegenen Provinz Valladolid verbreitete Rebsorte Albillo entstand ihrerseits aus einer Kreuzung zwischen Prié Blanc und einer noch nicht identifizierten Sorte. Die Rebsorten Prëmetta und Mayolet sind ebenfalls verwandt mit Prié Blanc.
Prié Blanc gehört heute zu einer Gruppe von Rebsorten, die sich in der geographischen Insellage der Alpenregionen Italiens und des Wallis in der Schweiz halten konnten. Zu dieser Gruppe gehören die folgenden Sorten:
- Rotweinsorten: Bonda, Cornalin d’Aoste, Cornalin du Valais, Crovassa, Durize, Eyholzer, Fumin, Goron de Bovernier, Mayolet, Ner d’Ala, Petit-Rouge, Prëmetta/Prié rouge, Roussin, Roussin de Morgex, Vien de Nus, Vuillermin.
- Weißweinsorten: Completer, Himbertscha, Humagne Blanche, Lafnetscha, Petite Arvine, Planscher, Prié Blanc, Resi.